# Ebb et Flo
Ebb et Flo (Ebb and Flo) est une série d'animation britannique en 26 épisodes de 5 minutes, créée d'après les livres de Jane Simmons et diffusée à partir du 16 avril 2005 sur le réseau Five. En France, la série a été diffusée à partir du 4 septembre 2005 sur TiJi.

## Synopsis
Cette série, destinée aux jeunes enfants, met en scène les aventures de Flo, une fillette âgée de cinq ans, et de ses fidèles compagnons, le chien Ebb et l'oie Oiseau. Ils vivent sur un bateau avec la mère de Flo et explorent le monde qui les entoure.
Dans chacun des épisodes, les héros sont confrontés à un problème qu'il doivent résoudre ensemble.

## Épisodes
1. Titre français inconnu (Ebb's New Friend)
2. Titre français inconnu (Ebb's Paw)
3. Titre français inconnu (Stick With Me)
4. Titre français inconnu (Flotsam and Jetsam)
5. Titre français inconnu (Ebb and the Greedy Gulls)
6. Titre français inconnu (Ebb's Birthday)
7. Titre français inconnu (Ebb the Brave)
8. Titre français inconnu (Ebb and the Bike)
9. Titre français inconnu (Ebb's Rival)
10. Titre français inconnu (Ebb and the Baby Seal)
11. Titre français inconnu (Ebb the Salty Sea Dog)
12. Titre français inconnu (Ebb's New Toy)
13. Titre français inconnu (Ebb The Guard Dog)